# Pop/Stars

Pop/Stars (estilizado em caixa alta) é uma canção do grupo feminino virtual de K-pop K/DA. Foi lançado como single em 2 de novembro de 2018, como promoção para o Campeonato Mundial de League of Legends 2018. O single se tornou o primeiro hit número um do grupo na World Digital Song Sales da Billboard, fazendo do K/DA o quarto grupo feminino de K-pop a chegar ao topo da parada e o quinto artista feminino geral. O videoclipe lançado no Youtube obteve mais de 20 milhões de visualizações nos quatro primeiros dias. Soyeon e Miyeon do grupo (G)I-dle, Madison Beer e Jaira Burns forneceram os vocais para a música e representaram o grupo como sua contraparte humana na performance ao vivo nas finais do campeonato.

## Composição e background
K/DA consiste em quatro personagens virtuais, cujos vocais foram fornecidos por Soyeon e Miyeon de (G)I-dle, Madison Beer e Jaira Burns. Pop/Stars tem uma duração de três minutos e onze segundos com 170 batidas por minuto. É uma música bilíngue, com vocais em inglês de Beer e Burns, e em inglês e coreano de Soyeon e Miyeon. A música foi composta por Sébastien Najand.

## Videoclipe
O videoclipe de Pop/Stars foi lançado junto com o single e foi produzido pelo estúdio francês Fortiche Production. É estrelado pelas personagens Evelynn, Kai-Sa, Ahri e Akali, e foi utilizado para promover novas skins para o jogo. Um vídeo de dança também foi lançado. O videoclipe oficial de Pop/Stars atingiu 20 milhões de visualizações no YouTube em quatro dias. Em 2 de abril de 2019, o videoclipe atingiu 200 milhões de visualizações.

## Interpretação ao vivo
Soyeon, Miyeon, Madison Beer e Jaira Burns apresentaram o single na cerimônia de abertura do Campeonato Mundial de League of Legends 2018. As cantoras atuaram ao lado de versões em realidade aumentada das personagens que retratam.

## Créditos
- Soyeon e Miyeon do grupo (G)I-dle, Madison Beer e Jaira Burns - vocais;[9][10]
- Riot Music Team - produção, composição, letra, produção vocal, mix e masterização;[11]
- Sebastien Najand - composição;[12][13]
- Justin Tranter - produtor executivo;[14]
- Harloe - composição e vocais adicionais;[15][11][16]
- Lydia Paek e Minji Kim - tradução para o coreano.[11]

## Desempenho nas Paradas
| Parada (2018)                               | Posição |
| ------------------------------------------- | ------- |
| Australia Digital Tracks (ARIA)             | 49      |
| Australia Hitseekers (ARIA)                 | 2       |
| Canada Hot Digital Song Sales (Billboard)   | 30      |
| China (QQ Music Weekly Chart)               | 19      |
| República Checa (Singles Digitál Top 100)   | 72      |
| French Downloads (SNEP)                     | 86      |
| Greece International Digital Singles (IFPI) | 29      |
| Hungary (Single Top 40)                     | 4       |
| Hungary (Stream Top 40)                     | 21      |
| Japan Hot Overseas (Billboard Japan)        | 13      |
| Malaysia (RIM)                              | 16      |
| New Zealand Hot Singles (RMNZ)              | 6       |
| Escócia (Scottish Singles Chart)            | 82      |
| Singapura (RIAS)                            | 6       |
| Eslováquia (Singles Digitál Top 100)        | 91      |
| South Korea (Gaon)                          | 39      |
| Sweden Heatseeker (Sverigetopplistan)       | 4       |
| UK Download (Official Charts Company)       | 75      |
| Reino Unido (OCC UK Indie)                  | 17      |
| US Digital Songs (Billboard)                | 30      |
| US World Digital Songs (Billboard)          | 1       |